# Ludwig Teichmann
Ludwig Teichmann, född 14 maj 1909 i Uelzen, död 24 januari 1947 i Belgrad, var en tysk SS-Obersturmbannführer. Mellan 1941 och 1943 var han befälhavare för Einsatzgruppe E, en mobil insatsgrupp som hade till uppgift att mörda judar och bekämpa partisaner i Kroatien. Efter andra världskriget dömdes Teichmann till döden av en jugoslavisk domstol och avrättades genom hängning.